# 赛·普拉蒂克·克里希纳·普拉萨德
赛·普拉蒂克·克里希纳·普拉萨德（2000年5月3日—），又译作绍伊·普拉泰克，印度羽毛球运动员。

## 生涯
賽·普拉蒂克·克里希納·普拉薩德曾与阿什維尼·巴特出战馬爾代夫羽毛球國際挑戰賽，在混双决赛以0比2（11-21、15-21）不敌泰国的C. Charoenkitamorn/查斯妮·戈內帕，赢得亚军。
2021年9月，賽·普拉蒂克·克里希納·普拉薩德与伊沙安·巴特納加出战烏克蘭羽毛球國際賽，在男双决赛以1比2（15-21、21-19、15-21）不敌马来西亚的朱奈迪·阿里夫/穆罕默德·海卡爾。同年9月，再與伊沙安·巴特納加在波蘭羽毛球國際賽男双决赛以2比0（21-18、27-25）险胜英格兰的Rory Easton/扎克·魯斯，夺得第一座国际赛冠军。10月，与蓋亞特里·戈比昌德出战印度羽毛球國際挑戰賽，在混双决赛以0比2（16-21、19-21）不敌队友伊沙安·巴特納加/塔尼莎·克拉斯托，獲得亚军。
2022年9月，賽·普拉蒂克·克里希納·普拉薩德与伊沙安·巴特納加出战恰蒂斯加爾邦羽毛球國際挑戰賽，在男双决赛以2比1（17-21、21-15、23-21）力压赛会2号种子、同胞的K·P·加拉加/V·V·G·潘賈拉，夺得第一座国际挑战赛男双冠军。10月，与阿什維尼·蓬納帕出战印度羽毛球國際挑戰賽，在混双决赛以2比1（21-16、11-21、21-18）击败了队友的羅漢·卡普爾/斯基·雷迪，夺得第一座国际挑战赛混双冠军。
2023年9月，賽·普拉蒂克·克里希納·普拉薩德与塔尼莎·克拉斯托出战南特羽毛球國際挑戰賽，在混双决赛以1比2（21-14、14-21、17-21）不敌丹麦的麥斯·維斯特加德/克莉丝汀·布施赢得亚军。9月，他入选亞洲運動會印度代表隊，作雙打戰力幫助隊伍闖入決賽；在决赛中，有着压制性优势依靠前两点分别由主力的拉克什亞·森以及S·蘭基雷迪/奇拉格·謝提成功率先拿下，但最终后面三场则因队友纷纷落败，乃至印度续湯姆斯盃后再度取得在亚洲赛事赢得银牌的历史性突破。11月，他与克利什那·普拉萨德·加拉加出战巴林羽毛球國際挑戰賽，在男双决赛以1比2（21-16、17-21、15-21）不敌日本新秀柴田一樹/山田尚輝，獲得亚军。12月，在奧迪沙羽毛球大師賽男双决赛以1比2（22-20、18-21、17-21）不敵中华台北的林秉纬/苏敬恒，再獲亚军。
2024年1月，賽·普拉蒂克·克里希納·普拉薩德与克利什那·普拉萨德·加拉加在伊朗羽毛球國際挑戰賽男双决赛以2比0（21-18、21-19）战胜墨西哥的约布·卡斯蒂略/L·A·M·纳瓦罗，夺得搭檔後首座国际赛冠军。同年2月，兩人在阿塞拜疆羽毛球國際賽男双準決賽以1比2（21-11、17-21、23-25）不敌捷克的翁德雷·克拉爾/亞當·曼德雷克。兩週後，他們在烏干達羽毛球國際挑戰賽男双準決賽以1比2（17-21、21-19、12-21）输给美国的邱愷翔/Joshua Yuan。

## 主要比賽成績
只列出曾進入準決賽的國際賽事成績：
| 年份   | 賽事                         | 公開賽級別 | 項目     | 搭檔                      | 成績   |
| ------ | ---------------------------- | ---------- | -------- | ------------------------- | ------ |
| 2019年 | 馬爾代夫羽毛球國際挑戰賽     | 國際挑戰賽 | 混合雙打 | 阿什維尼·巴特             | 亞軍   |
| 2021年 | 烏克蘭羽毛球國際賽           | 國際系列賽 | 男子雙打 | 伊沙安·巴特納加           | 亞軍   |
| 2021年 | 波蘭羽毛球國際賽             | 國際系列賽 | 男子雙打 | 伊沙安·巴特納加           | 冠軍   |
| 2021年 | 印度羽毛球國際挑戰賽         | 國際挑戰賽 | 混合雙打 | 蓋亞特里·戈比昌德         | 亞軍   |
| 2022年 | 恰蒂斯加爾邦羽毛球國際挑戰賽 | 國際挑戰賽 | 男子雙打 | 伊沙安·巴特納加           | 冠軍   |
| 2022年 | 印度羽毛球國際挑戰賽         | 國際挑戰賽 | 混合雙打 | 阿什維尼·蓬納帕           | 冠軍   |
| 2023年 | 南特羽毛球國際挑戰賽         | 國際挑戰賽 | 混合雙打 | 塔尼莎·克拉斯托           | 亞軍   |
| 2023年 | 亞洲運動會羽毛球比賽         | 其他       | 男子團體 | －                        | 銀牌   |
| 2023年 | 巴林羽毛球國際挑戰賽         | 國際挑戰賽 | 男子雙打 | 克利什那·普拉萨德·加拉加  | 亞軍   |
| 2023年 | 奧迪沙羽毛球大師賽           | 超級100賽  | 男子雙打 | 克利什那·普拉萨德·加拉加  | 亞軍   |
| 2024年 | 伊朗羽毛球國際挑戰賽         | 國際挑戰賽 | 男子雙打 | 克利什那·普拉萨德·加拉加  | 冠軍   |
| 2024年 | 阿塞拜疆羽毛球國際賽         | 國際挑戰賽 | 男子雙打 | 克利什那·普拉薩德·加拉加  | 準決賽 |
| 2024年 | 烏干達羽毛球國際挑戰賽       | 國際挑戰賽 | 男子雙打 | 克利什那·普拉薩德·加拉加  | 準決賽 |
| 2024年 | 印度羽毛球國際挑戰賽         | 國際挑戰賽 | 男子雙打 | Pruthvi Krishnamurthy Roy | 冠軍   |
| 2024年 | 賽義德·莫迪羽毛球國際賽      | 超級300賽  | 男子雙打 | Pruthvi Krishnamurthy Roy | 亞軍   |
| 2024年 | 奧迪沙羽毛球大師賽           | 超級100賽  | 男子雙打 | Pruthvi Krishnamurthy Roy | 準決賽 |

| 2018-2026年 | 總決賽 | 超級1000賽 | 超級750賽 | 超級500賽 | 超級300賽 | 超級100賽 | 國際挑戰賽 | 國際系列賽 | 未來系列賽 | 其他 |